# Alton Lennon
Alton Asa Lennon, född 17 augusti 1906 i Wilmington, North Carolina, död 28 december 1986 i Wilmington, North Carolina, var en amerikansk demokratisk politiker. Han representerade delstaten North Carolina i båda kamrarna av USA:s kongress, först i senaten 1953–1954 och sedan i representanthuset 1957–1973.
Lennon utexaminerades 1929 från Wake Forest College. Han arbetade sedan som advokat i Wilmington. Han gifte sig 1933 med Karine Welch. Han tjänstgjorde som domare i New Hanover County 1934–1942.
Senator Willis Smith avled 1953 i ämbetet och Lennon blev utnämnd till senaten. Han efterträddes 1954 av W. Kerr Scott. Lennon besegrade Frank Ertel Carlyle i demokraternas primärval inför kongressvalet 1956. Han vann sedan själva kongressvalet och tillträdde som kongressledamot i januari 1957. Han efterträddes 1973 av Charlie Rose.
Lennon avled 1986 och gravsattes på Oakdale Cemetery i Wilmington.